# 寡毛类
寡毛亚纲（學名：Oligochaeta），又称贫毛亚纲，是环节动物门的一个纲，寡毛类环节动物的头部不明显，感官也不发达；刚毛直接生於體壁，體腔發達，但没有疣足，雌雄同体，直接发育。这类动物大多穴居陆地上的土壤中，称为陆蚓；少数生活底栖在淡水中，称水蚓。目前发现的寡毛类环节动物大约有6700多种。

## 分类
过去，人们依据雄性生殖孔在精巢体节隔膜的位置，分为三个目：
- 近孔目
- 前孔目
- 后孔目

近年来，有学者根据生殖腺、环带及刚毛等结构将寡毛类分为以下三目：
- 带丝蚓目（Lumbriculida）
- 颤蚓目（Tubificida） 
  - 颤蚓亚目（Tubificina） - 颤蚓、水丝蚓、仙女虫、尾盘虫
  - 线蚓亚目（Enchytraeina） - 白丝蚓
- 单向蚓目（Haplotaxida） 
  - 单向蚓亚目（Haplotaxina） - 单向蚓
  - 链胃蚓亚目（Moniligastrina） - 链胃蚓、杜拉蚓（Drawida）
  - 正蚓亚目（Lumbricina） - 正蚓、爱胜蚓、异唇蚓

### 科
以下為寡毛類各目之下的科：
- Acanthodrilidae Claus, 1880 (including Diplocardiinae Michaelsen, 1900)
- Ailoscolecidae Bouché, 1969 (including Komarekionidae Gates, 1974)
- 異尾蚓科（Alluroididae Michaelsen, 1900）
- Almidae Duboscq, 1902：分佈於赤道一帶的熱帶地區（包括南美洲、非洲及印亞大陸）[2]
- Criodrilidae Vejdovsky（英语：František Vejdovsky）, 1884 (including Biwadrilidae Brinkhurst & Jamieson, 1971)
- Dorydrilidae Cook, 1971
- Enchytraeidae Vejdovsky（英语：František Vejdovsky）, 1879
- 真蚓科（Eudrilidae Claus, 1880）：非洲熱帶地區
- Exxidae Blakemore, 2000：中美洲、加勒比地區
- 舌文蚓科（Glossoscolecidae）：中美洲、南美洲北部
- 單向蚓科（Haplotaxidae）：
- Hormogastridae：歐洲
- 正蚓科（Lumbricidae）：北半球溫帶地區、溫哥華島、加拿大、日本、歐亞大陸
- 鉅蚓科（Megascolecidae Rosa, 1891）：東南亞、大洋洲、北美洲西北部，下設Pontodrilinae Vejdovsky, 1884; Plutellinae Vejdovsky, 1884 and Argilophilinae Fender & McKey-Fender, 1990。
- Microchaetidae Michaelsen, 1900。
- 鏈胃蚓科（英语：Moniligastridae） Moniligastridae Claus, 1880：分佈於東亞地區。
- 仙女蟲科（Naididae Ehrenberg, 1828 / Tubificidae Vejdovsky（英语：František Vejdovsky）, 1884）[3]
- Narapidae Righi, 1983：下設仙女蟲亞科 Naidinae Ehrenberg, 1831
- Phreodrilidae Beddard, 1891[3]
- 寒䘆蚓科（Ocnerodrilidae Beddard, 1891）：中美洲、南美洲、非洲，下設Malabariinae Gates, 1966。
- 八毛蚓科（Octochaetidae Michaelsen, 1900）：中美洲、南美洲、西部非洲、印度和新西蘭、澳大利亞，下設Benhamiinae Michaelsen, 1895/7。
- Opistocystidae Cernosvitov, 1936
- Parvidrilidae Erséus, 1999
- Phreodrilidae Beddard, 1891
- Propappidae Coates, 1986
- Randiellidae Erséus & Strehlow, 1986
- 吻蚓科（Rhinodrilidae）[1]：ITIS把本科歸類到後孔目[4]。
- Sparganophilidae Michaelsen, 1918：見於新北界及新熱帶界的北美洲和中美洲範圍。
- 綜族蚓科（Syngenodrilidae Smith & Green, 1919）
- Tiguassidae Brinkhurst, 1988
- Tritogeniidae Plisko, 2013
- Tumakidae Righi, 1995